# Laminacauda argentinensis
Laminacauda argentinensis är en spindelart som beskrevs av Alfred Frank Millidge 1985. Laminacauda argentinensis ingår i släktet Laminacauda och familjen täckvävarspindlar. Inga underarter finns listade i Catalogue of Life.